# Les Centristes
Les Centristes  (LC, Die Zentristen), bis 2016 Nouveau Centre (NC, Neues Zentrum), in der Gründungszeit auch als Parti Social Libéral Européen (PSLE, Europäische Sozialliberale Partei) bezeichnet, sind eine politische Partei der rechten Mitte in Frankreich. Sie entstand 2007 aus einem Flügel der Union pour la démocratie française (UDF), als deren Hauptteil sich in das Mouvement démocrate (MoDem) umformte. 
Das Nouveau Centre war mit der konservativen UMP verbündet und unterstützte die Präsidentschaft Nicolas Sarkozys. Von 2012 bis 2017 gehörte es zum bürgerlichen Mitte-Bündnis Union des démocrates et indépendants (UDI). Seither sind Les Centristes im Rahmen der Union de la droite et du centre mit der UDI und den konservativen Les Républicains verbündet. Parteivorsitzender ist seit der Parteigründung Hervé Morin, der Regionalratspräsident der Normandie und ehemalige Verteidigungsminister.

## Nouveau Centre (2007–2016)
Während der größere Teil des Parteivolks und der Wählerschaft von der UDF zu MoDem wechselte, schloss sich eine Mehrheit der UDF-Abgeordneten im französischen Parlament (18 von 29 Mitgliedern) im Mai 2007 dem Nouveau Centre an. Bei den kurz darauf stattfindenden Wahlen erreichte das NC 17 eigene Abgeordnete sowie fünf weitere Parlamentarier über die Liste Majorité Présidentielle („Präsidentenmehrheit“), einem Wahlbündnis mit der UMP. Das MoDem, das in der ersten Wahlrunde noch besser abgeschnitten hatte als das NC, kam aufgrund des Mehrheitswahlrechts und fehlender Partnerparteien nur auf drei Sitze. Das NC bildete daraufhin eine eigene Fraktion, die bei einer Nachwahl 2008 noch um ein weiteres auf 23 Mitglieder wuchs.
Im zweiten Kabinett von Premierminister François Fillon waren drei NC-Mitglieder vertreten: der Verteidigungsminister Hervé Morin, der Staatssekretär für öffentliche Dienste André Santini und die Staatssekretärin für Soziale Solidarität Valérie Létard. Auf dem ersten Parteitag in Nîmes wurde 2008 Hervé Morin zum Parteivorsitzenden gewählt. Bei den Kommunalwahlen im selben Jahr konnte das NC etwa das Niveau an Mandaten halten, das es durch die von der UDF übernommenen Mandate schon zuvor besessen hatte. Zur Europawahl in Frankreich 2009 erwog die Partei zunächst allein anzutreten, schloss sich aber schließlich (ebenso wie die Kleinpartei LGM) auf einer gemeinsamen Liste mit der UMP an. Dadurch gewann das NC drei Sitze im Europäischen Parlament, wo es sich wie die UMP der Fraktion der Europäischen Volkspartei (EVP) anschloss. In der Parlamentarischen Versammlung des Europarates gehört der NC-Vertreter dagegen der Fraktion der Europäischen Demokraten an.
Im Kabinett Fillon III, das im November 2010 gebildet wurde, verlor das NC das Verteidigungsministerium und stellte anschließend nur noch den Minister für Städtebau: Maurice Leroy. Im Juni 2011 gründete das Nouveau Centre gemeinsam mit der Parti radical valoisien von Jean-Louis Borloo, der La Gauche Moderne von Jean-Marie Bockel und der Convention démocrate von Hervé de Charette die Alliance républicaine, écologiste et sociale (ARES), einen Zusammenschluss kleiner Parteien der bürgerlichen Mitte, die zuvor mit der konservativen UMP assoziiert gewesen waren. Zur Präsidentschaftswahl 2012 erwog Hervé Morin zunächst als eigener Kandidat des NC anzutreten. Er verzichtete dann aber und die Partei sprach sich für eine Wiederwahl Sarkozys aus. 
Bei der Parlamentswahl im Juni 2012 fiel das Nouveau Centre auf acht Abgeordnete in der Nationalversammlung und verlor somit seinen Fraktionsstatus. Seine Abgeordneten schlossen sich stattdessen der Fraktion der Union des démocrates et indépendants (UDI), einem neuen bürgerlichen Mitte-Bündnis, das aus den Parteien der früheren ARES bestand. Aus Unzufriedenheit mit der Führung Morins spaltete sich im Juli 2012 die Force européenne démocrate unter Führung von Jean-Christophe Lagarde vom Nouveau Centre ab. Nach der Europawahl 2014, an der das NC im Rahmen der Alliance von UDI und MoDem teilnahm, war Jean-Marie Cavada der einzige EU-Abgeordnete der Partei. Er saß in der liberalen ALDE-Fraktion, verließ jedoch das NC im September 2014, um zur Kleinstpartei Nous Citoyens überzutreten.

## Les Centristes (seit 2016)
Am 11. Dezember 2016 wurde die Partei in Les Centristes umbenannt. Diese unterstützten bei der Präsidentschaftswahl 2017 François Fillon von den konservativen Les Républicains (Nachfolgepartei der UMP). Zur Parlamentswahl im Juni 2017 traten Les Centristes im Bündnis mit Les Républicains und der UDI an, erhielten aber nur noch sechs Sitze. Im Dezember 2017 schieden Les Centristes aus dem Bündnis UDI aus, weil sie – anders als die Mehrheit der UDI – die Zusammenarbeit mit den konservativen Républicains fortführen wollten. Vier der sechs Abgeordneten der Centristes (darunter Maurice Leroy) blieben jedoch bei der UDI. Im Oktober 2018 wechselten die beiden verbliebenen Centristes-Abgeordneten in der Nationalversammlung von der UDI-Fraktion in die Fraktion Libertés et territoires, deren Ko-Vorsitzender Philippe Vigier seither ist. 
Bei der Europawahl 2019 unterstützten Les Centristes die Liste der Républicains. Über diese zog die Zentristin Nathalie Colin-Oesterlé in das Europaparlament ein, wo sie in der christdemokratischen EVP-Fraktion sitzt. Bei den Regionalwahlen im Juni 2021 traten Les Centristes wieder im Rahmen von Mitte-rechts-Bündnissen, in den meisten Regionen unter Führung der Républicains, an. Hervé Morin wurde als Regionalpräsident der Normandie bestätigt. Bei der Präsidentschaftswahl 2022 unterstützten die Zentristen die Kandidatin der Républicains Valérie Pécresse, die jedoch mit 4,8 Prozent im ersten Wahlgang ausschied. Auch zur folgenden Parlamentswahl bildeten die Centristes wieder eine Mitte-rechts-Union mit Républicains und UDI. Diese nominierte in 26 Wahlkreisen einen Kandidaten aus den Reihen der Centristes, von denen es jedoch keiner in das Parlament schaffte.